# By Choice or by Force
By Choice or By Force – dziesiąty album Pastora Troya. Uzyskał bardzo dobre oceny, zajął jednak #130 na top #200 miejsce, w hip-hopowych albumach roku. Poprzednie albumy Troya były typowe Crunkowe, tu rapera powrócił to czegoś ostrzejszego. Do typowego hardcore rapu mieszanego z crunkiem. Choćby pierwszy utwór albumu "Murda Man pt.2" pokazuje w jakim stylu będzie reszta albumu. Już na wstępie Pastor Troy, podrażniony odpowiedzią na pierwszy diss, nagrywa drugą część "Murda Man" i tym razem nie obrywa się tylko Lil Jonowi czy Lil Scrappy’emu, ale całej wytwórni Bme Click m.in. Trillville, Eastside Boyz, Crime Mobb. Pastor nie bawił się już w tym utworze, tylko obraził wszystko i wszystkich jak to było tylko możliwe. Album jest przede wszystkim kierowany do Bme click w utworach można znaleźć wiele podtekstów obrażających wytwórnie, a szczególnie Lil Scrappy’ego

## Lista utworów
| #  | Tytuł                                    | Gościnnie                 | Producent     | Długość |
| 1  | "Murda Man 2"                            |                           | Pastor Troy   | 3:50    |
| 2  | "I Represent This (Can I Get a Witness)" |                           | Drumma Boy    | 3:49    |
| 3  | "I’m the Shark in the Water"             |                           | P-No          | 3:06    |
| 4  | "Crossroads"                             |                           | DJ Squeeky    | 4:03    |
| 5  | "Who Do I Trust"                         |                           | P-No          | 4:07    |
| 6  | "Pop a Few Bottles"                      | Rasheeda                  | Cooley C      | 4:12    |
| 7  | "I Like All That"                        |                           | P-No          | 3:12    |
| 8  | "Drop That Ass"                          |                           | Drumma Boy    | 3:47    |
| 9  | "Vegas"                                  |                           | Terrance Cash | 4:29    |
| 10 | "Down for Life"                          | Kira                      | DJ Squeeky    | 3:23    |
| 11 | "Partner in Crime"                       | Misha                     | Drumma Boy    | 4:04    |
| 12 | "On the Block"                           | Criminal Manne & Mr. Mudd | DJ Squeeky    | 4:11    |
| 13 | "Twenty Six"                             | Bootleg                   | DJ Squeeky    | 3:20    |